# インターナショナル・プリンセス王座
インターナショナル・プリンセス王座は、東京女子プロレスが管理、認定している王座。

## 歴史
2019年7月16日、所属選手の海外参戦の増加への対応、シングル戦線の活性化を目的に創設。7月20日、東京女子プロレス板橋グリーンホール大会でまなせゆうな、辰巳リカ、万喜なつみ、上福ゆきによる初代王座決定戦出場をかけた日本代表決定サバイバル4WAYマッチが行われて万喜が勝利。8月25日、東京女子後楽園ホール大会で日本代表の万喜、海外代表のジゼル・ショーによる初代王座決定戦が行われて勝利した万喜が初代王者になった。
2020年1月5日にはサンダー・ロサが伊藤麻希を破って第4代王者に就く。しかし、COIVD-19の世界的な流行がはじまり、各国で行政からの要請により感染拡大地域の渡航制限が行われるようになったことで、来日および防衛戦の実施が不可能な状況となった。王者本人と団体側の協議の結果、10月7日に王座の返上を発表。10月10日の北沢タウンホール大会、10月17日の新木場1stRING大会、11月7日のTOKYO DOME CITY HALL大会『WRESTLE PRINCESS』の3大会にわたって新王者決定トーナメントが開催され、決勝戦で乃蒼ヒカリを破った上福ゆきが第5代王者となった。
2023年3月18日の有明コロシアム大会『GRAND PRINCESS '23』で渡辺未詩を破って第10代王者となった辰巳リカは、東京女子プロレスが管理する3つのタイトルすべてを獲得した初の選手となった。

## 歴代王者
| 歴代   | 選手                       | 戴冠回数 | 防衛回数 | 獲得日付       | 獲得場所 （対戦相手・その他)）                       | 出典        |
| ------ | -------------------------- | -------- | -------- | -------------- | ---------------------------------------------------- | ----------- |
| 初代   | 万喜なつみ                 | 1        | 0        | 2019年8月25日  | 後楽園ホール ジゼル・ショー                          | [ 3 ]       |
| 第2代  | まなせゆうな               | 1        | 0        | 2019年9月16日  | 両国KFCホール                                        | [ 8 ]       |
| 第3代  | 伊藤麻希                   | 1        | 2        | 2019年10月19日 | 両国KFCホール                                        | [ 9 ]       |
| 第4代  | サンダー・ロサ             | 1        | 0        | 2020年1月5日   | 板橋グリーンホール 2020年10月7日に来日不能のため返上 | [ 10 ]      |
| 第5代  | 上福ゆき                   | 1        | 3        | 2020年11月7日  | TOKYO DOME CITY HALL 乃蒼ヒカリ                      | [ 5 ] [ 6 ] |
| 第6代  | 乃蒼ヒカリ                 | 1        | 4        | 2021年5月4日   | 後楽園ホール                                         | [ 11 ]      |
| 第7代  | 伊藤麻希                   | 2        | 4        | 2022年1月4日   | 後楽園ホール                                         | [ 12 ]      |
| 第8代  | アレックス・ウィンザー     | 1        | 1        | 2022年7月9日   | 大田区総合体育館                                     | [ 13 ]      |
| 第9代  | 渡辺未詩                   | 1        | 3        | 2022年10月9日  | TOKYO DOME CITY HALL                                 | [ 14 ]      |
| 第10代 | 辰巳リカ                   | 1        | 4        | 2023年3月18日  | 有明コロシアム                                       | [ 7 ]       |
| 第11代 | マックス・ジ・インペイラー | 1        | 3        | 2023年10月9日  | 東京たま未来メッセ                                   | [ 15 ]      |
| 第12代 | 荒井優希                   | 1        | 6        | 2024年1月4日   | 後楽園ホール                                         | [ 16 ]      |
| 第13代 | 鈴芽                       | 1        | 5        | 2025年1月4日   | 後楽園ホール                                         | [ 17 ]      |
| 第14代 | 宮本もか                   | 1        |          | 2025年7月21日  | 大田区総合体育館                                     | [ 18 ]      |